# Valerianella rimosa
Valerianella rimosa là một loài thực vật có hoa trong họ Kim ngân. Loài này được Bast miêu tả khoa học đầu tiên..

## Hình ảnh

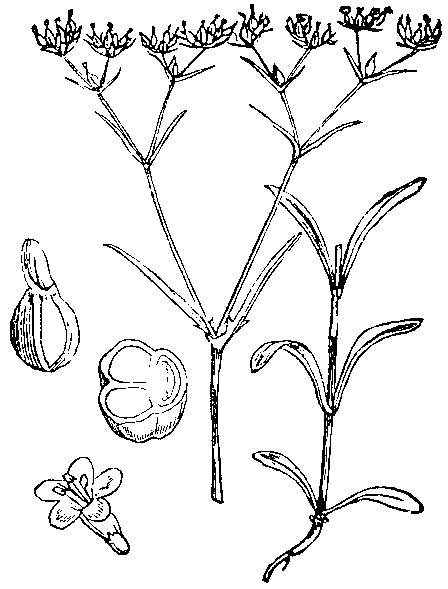
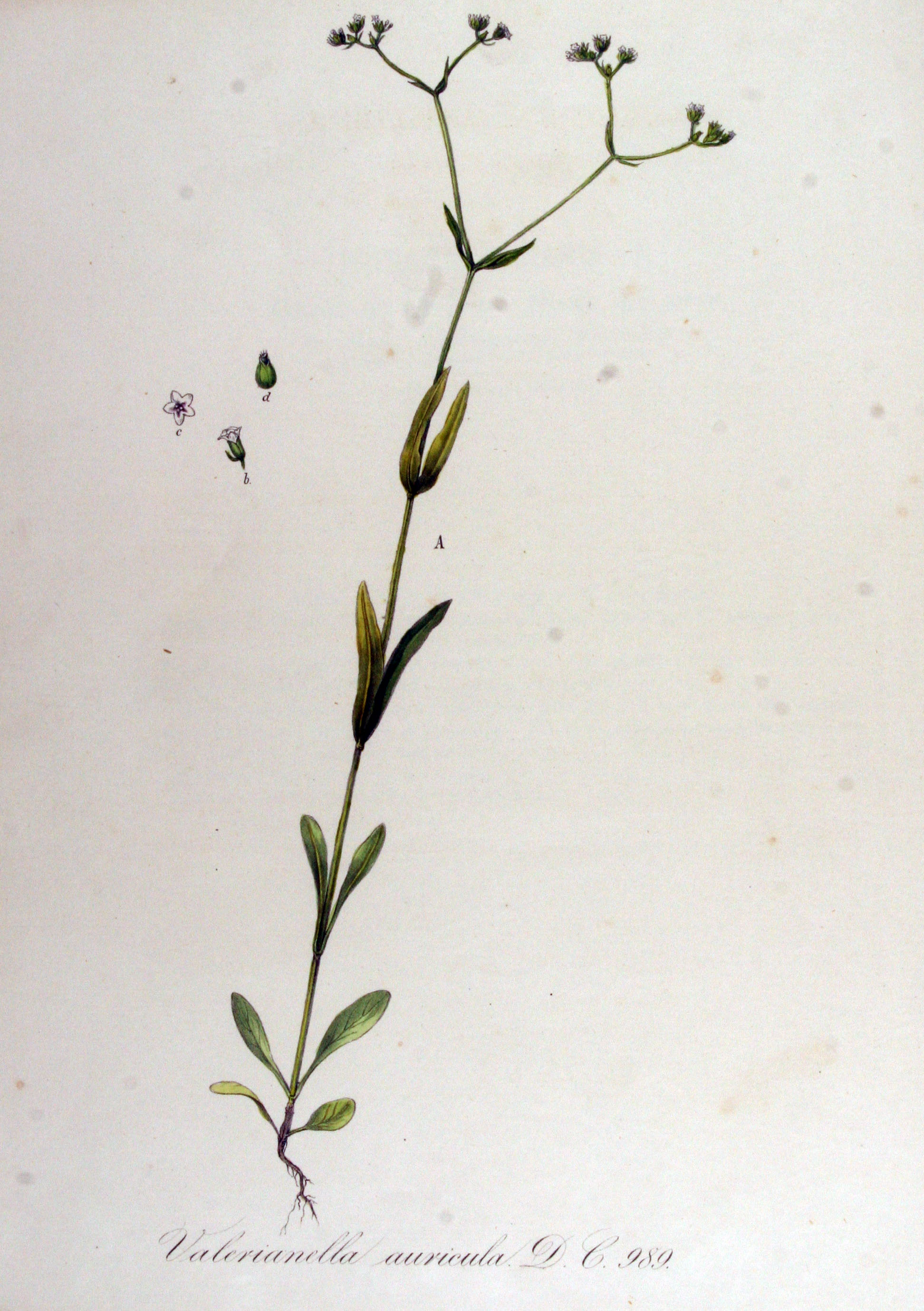